# 피턴
피턴 또는 P턴은, 자동차의 운전 방식으로, 우측통행에서 교차로에서 좌회전이 불가능할 때, 직진 후 우회전 3번 후 다시 직진하여 목적지로 나아가는 것을 말한다. 또한, 유턴이 불가능할 경우, 직진 후 우회전 3번 후 좌회전하여 피턴을 하는 경우도 있다. 대한민국의 경우, 버스전용차로로 인해 맨 왼쪽의 차로를 이용하지 못하는 길의 경우 피턴을 하게 되어 있다. 
좌측통행의 경우, 대칭 방향인 큐턴 또는 Q턴이라고 한다. 교차로에서 우회전이 불가능할 때, 직진 후 좌회전 3번 후 다시 직진하여 목적지로 나아간다. 또한, 유턴이 불가능할 경우, 직진 후 좌회전 3번 후 우회전하여 큐턴을 하는 경우도 있다.

## 같이 보기
- 신호등
- 좌회전
- 우회전
- 직진
- 유턴